# Мильо, Арриго
Арриго Мильо (итал. Arrigo Miglio; род. 18 июля 1942, Сан-Джорджо-Канавезе, королевство Италия) — итальянский кардинал. Епископ Иглезиаса с 25 марта 1992 по 20 февраля 1999. Епископ Ивреи с 20 февраля 1999 по 25 февраля 2012. Архиепископ Кальяри с 25 февраля 2012 по 16 ноября 2019. Кардинал-священник с титулом церкви Сан-Клементе с 27 августа 2022.